# Sala de Concertos de Estocolmo
A Sala de Concertos de Estocolmo  (em sueco Konserthuset Stockholm) é um edifício em Estocolmo, situado na praça Hötorget, na esquina das ruas Kungsgatan e Sveavägen.
Foi inaugurada em 1926, em estilo clássico nórdico, tendo sido concebido pelo arquiteto Ivar Tengbom, que pretendia construir um templo dedicado à música.
O interior está ornamentado com motivos da mitologia grega, da autoria de artistas como Carl Milles e Isaac Grünewald.
Alberga a Real Orquestra Filarmónica de Estocolmo e é o local onde são realizadas as cerimónias de entrega dos prémios Nobel de Medicina, Física, Química e Literatura, assim como de outros prémios como o Polar Music Prize.

## Galeria

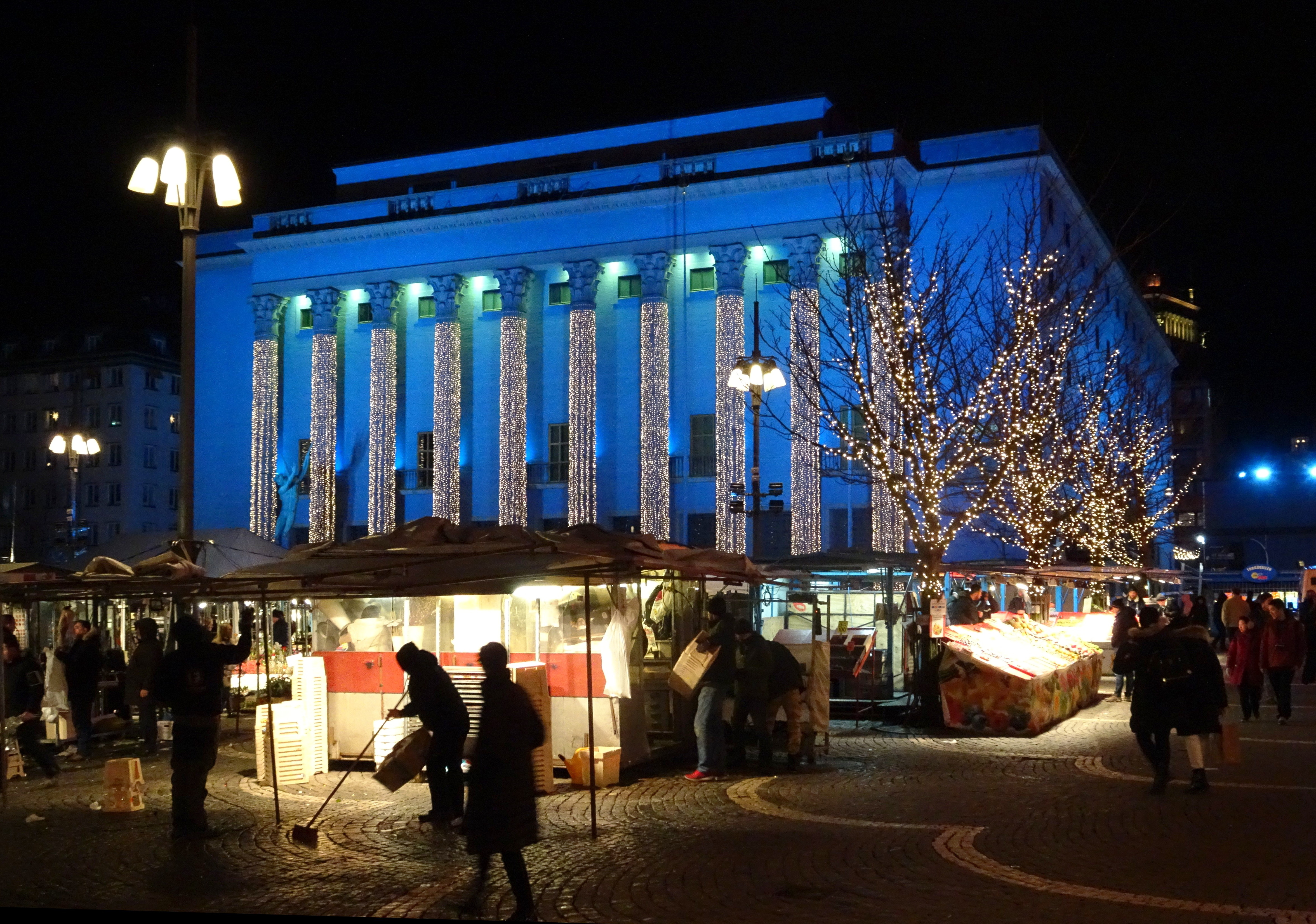
A praça Hötorget e a Sala de Concertos no natal de 2017
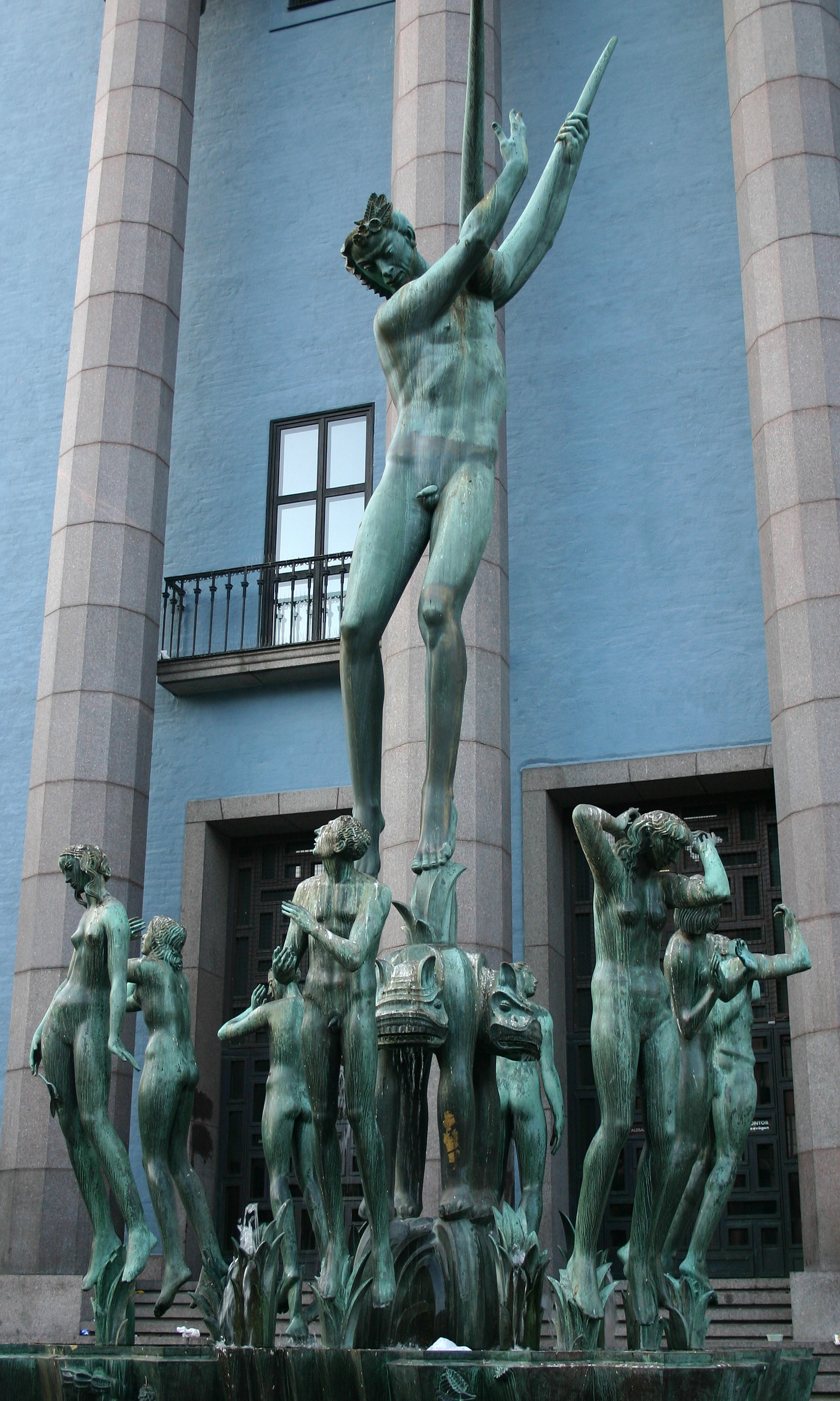
Escultura ”Grupo de Orfeus” no exterior da Sala de Concertos
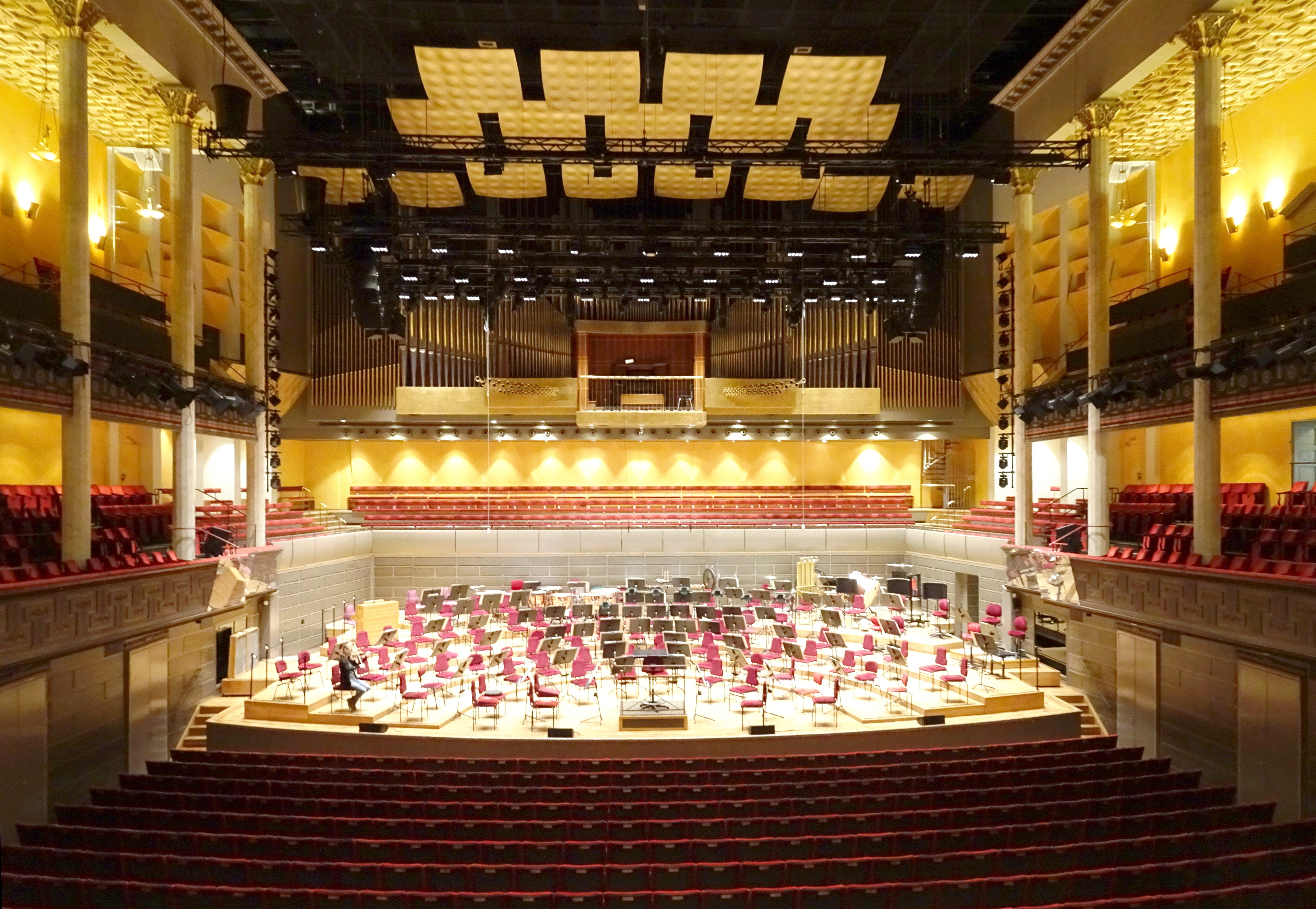
O Salão Grande (Stora salongen)
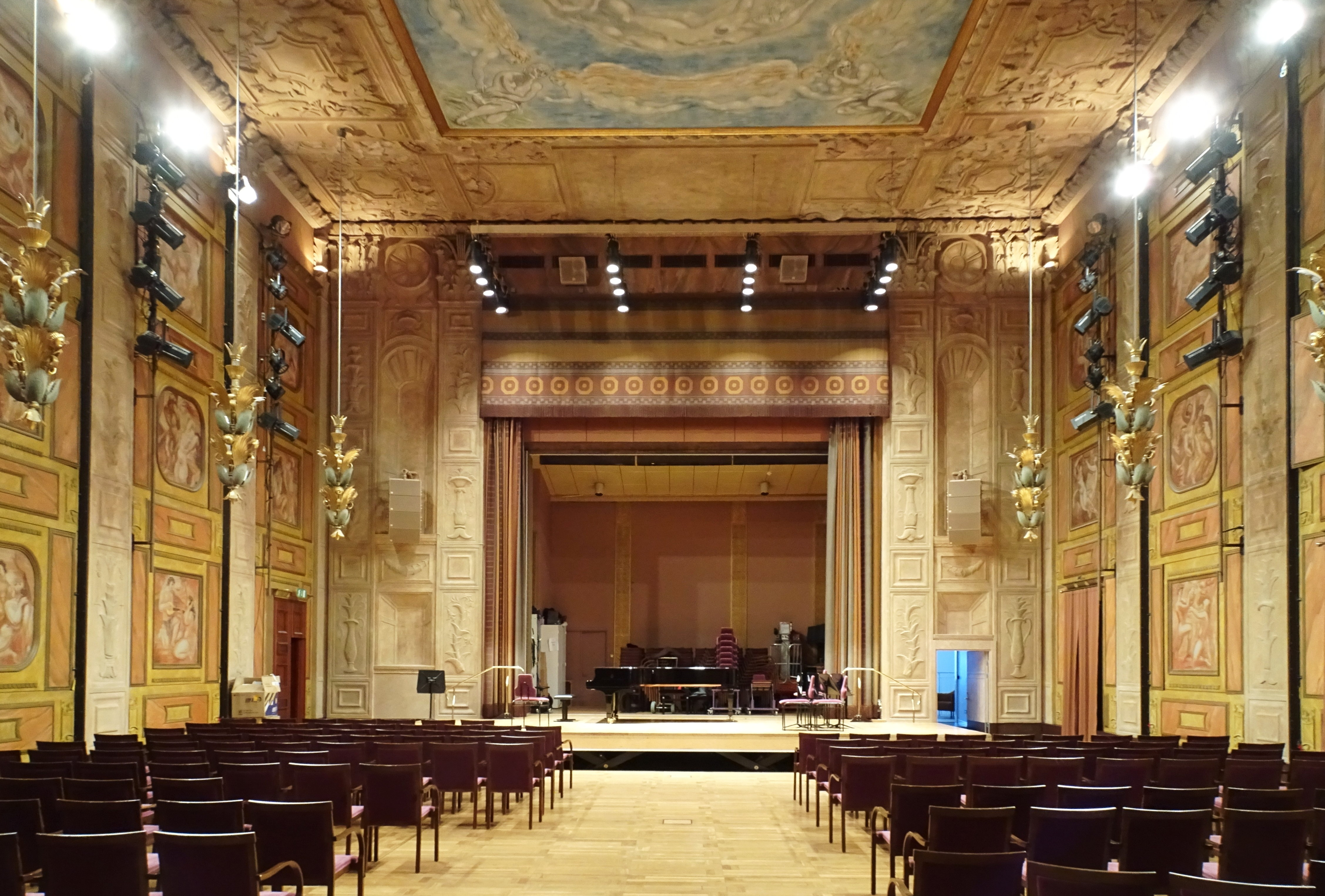
A Sala Grünewald (Grünewaldsalen)
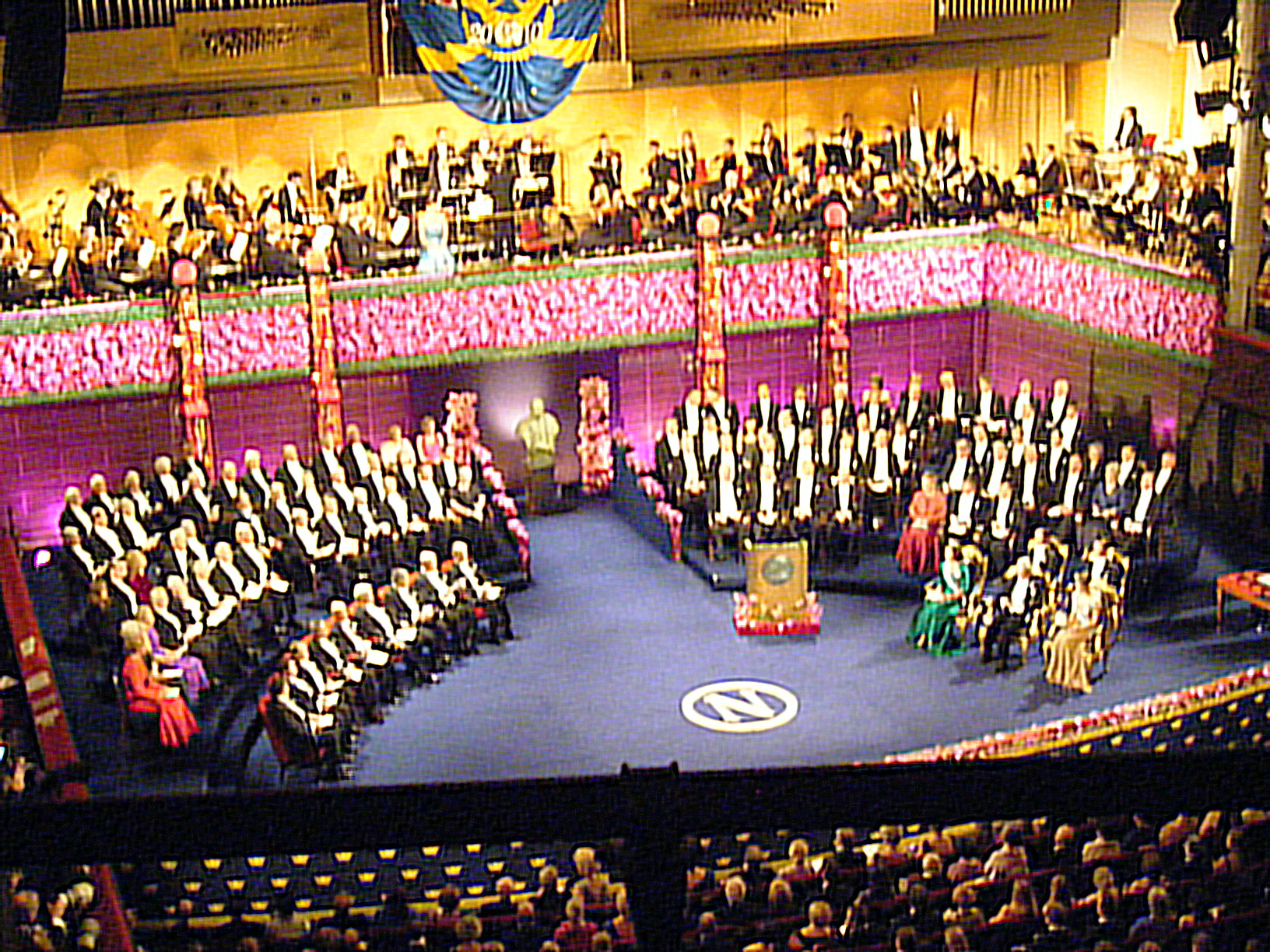
Distribuição dos Prémios Nobel em 2010
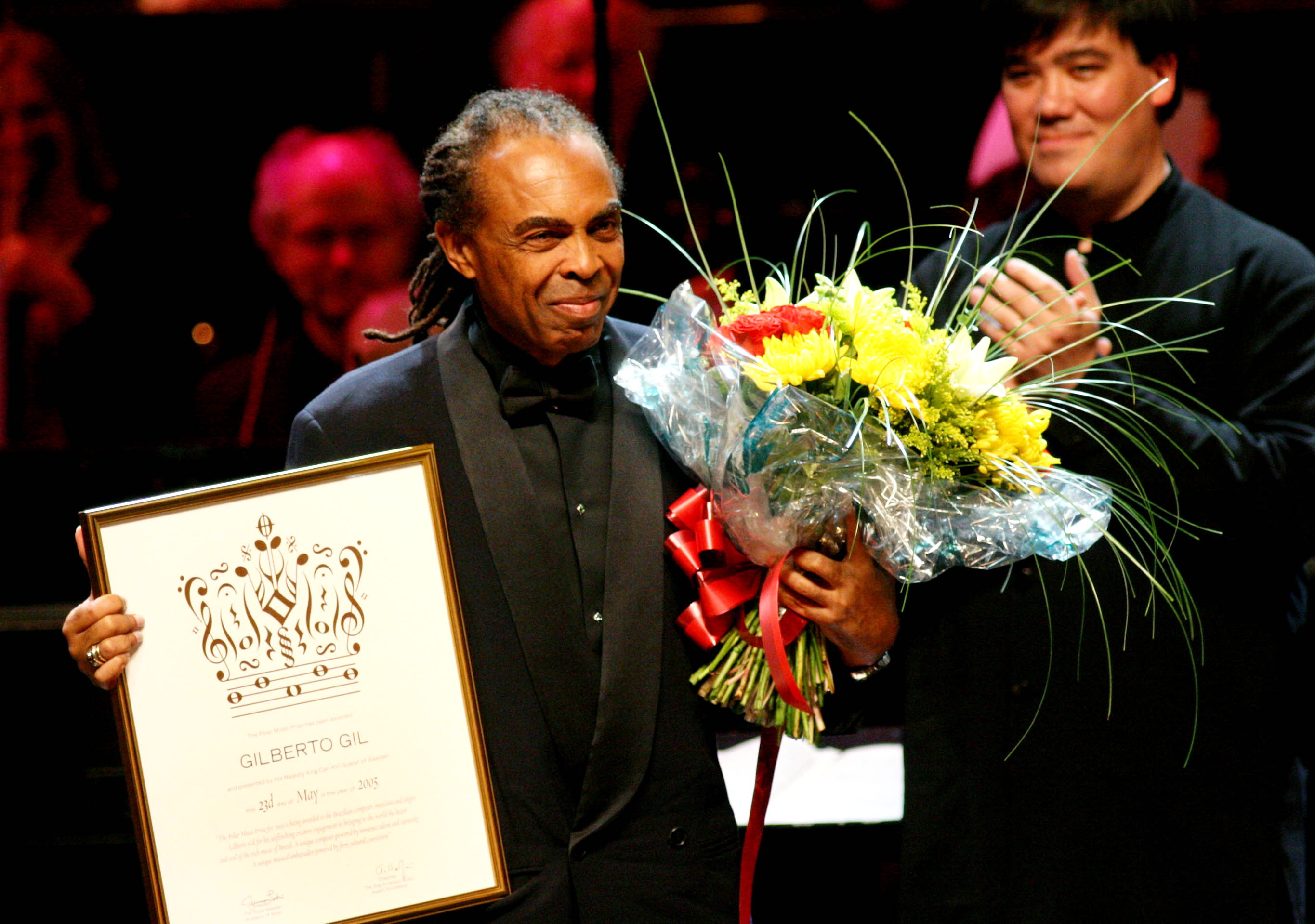
Gilberto Gil recebe o Polar Music Prize em 2005